# Hypomyces boletiphagus
Hypomyces boletiphagus är en svampart som beskrevs av Rogerson & Samuels 1989. Hypomyces boletiphagus ingår i släktet Hypomyces och familjen Hypocreaceae.   Inga underarter finns listade i Catalogue of Life.